# Шукшина Марія Василівна
Марія Василівна Шукшина (нар. 27 травня 1967, Москва, РРФСР, СРСР) — радянська і російська кіноакторка, телеведуча. Заслужена артистка РФ (2008). З жовтня 1999 по грудень 2014 року вела передачу «Жди меня» на «Первом канале».
Фігурантка бази даних центру «Миротворець»: публічна підтримка відкритого військового нападу РФ на Україну 24.02.2022.

## Біографія
Народилась 27 травня 1967 року в Москві в сім'ї акторки Лідії Федосєєвої-Шукшиної (нар. 1938) і письменника Василя Шукшина (1929—1974). Старша сестра Ольги Шукшиної (нар. 1968), яка працює в церкві. Є також старша єдиноутробна сестра, Анастасія Вячеславівна Вороніна-Франсишку (нар. 1960).
Вже у півтора роки знімалася в новелі «Братка» (кіноальманаху «Дивні люди», 1969), в 1972 році (разом із сестрою Ольгою) — у ролях дочок Расторгуєва у фільмі «Пічки-лавочки», а два роки по тому зіграла роль Маші (дочки Вишнякова) у фільмі «Птахи над містом» (реж. С. Никоненко, 1974). В 1984 закінчила школу № 1531, поруч із метро «Олексіївська».
Закінчила перекладацький факультет Інституту иноземних мов ім. Моріса Тореза.
З 12 жовтня 1999 по 19 грудня 2014 року вела передачу «Жди меня» на «Первом канале». З 21 січня по 3 червня 2018 року — ведуча програми «У гості вранці» на тому каналі.
17 серпня 2023 року позитивно висловилася про відкриття пам'ятника радянському диктатору Йосипу Сталіну у Великих Луках Псковської області РФ
Володіє англійською та іспанською мовами.

## Фільмографія
- 1969 — Дивні люди (новела «Братка») — Машенька
- 1972 — Пічки-лавочки — дочка Расторгуєва
- 1974 — Птахи над містом — Маша, дочка Вишнякова
- 1990 — Вічний чоловік — Катерина Федосіївна
- 1995 — Американська дочка — Ольга, мама Енн
- 1995 — Яка дивна гра — Оля
- 1995 — Російська рулетка — Галина
- 1998 — Цирк згорів, і клоуни розбіглися — Лена, друга дружина Миколи
- 2001 — Ідеальна пара — журналістка

- 2001 — Люди і тіні — Лариса Стрілецька
- 2002 — Пригоди мага — чаклунка Катерина
- 2004 — Моє велике вірменське весілля — Надя
- 2004 — Дорога Маша Березіна — Катя
- 2004 — Вузький міст — Наташа, колишня дружина Володимира
- 2004 — не всі кішки сірі — Ванда
- 2004 — Я тебе люблю — Олександра Ординцева, літературний «негр» письменниці Емми Снегиної, авторка п'єси, дружина / колишня дружина актора Гліба Ординцева
- 2005 — Брежнєв — Єлизавета, медсестра
- 2006 — Тато на всі руки — Юлія Славіна
- 2007 — Саквояж зі світлим майбутнім — Катерина Кольцова
- 2007 — Служба довіри — Марина Сазонова, аспірантка, співробітниця Служби довіри
- 2008 — Без вини винуваті — Таїса Иллівна Шелавіна, товаришка Кручиніної
- 2008 — Візьми мене з собою — Маргарита
- 2008 — Індиго — Ірина Сергіївна Ардашнікова
- 2008 — Терористка Іванова — Поліна Іванівна Іванова
- 2009 — Правосуддя вовків — Ірина, мама Мікі
- 2009 — Поховайте мене за плінтусом — Ольга, мама Саші Савельєва
- 2009 — Дах — Тетяна Петрівна, директор школи, мама Олени
- 2009 — Візьми мене з собою 2 — Маргарита Каретнікова
- 2010 — Поліція Хоккайдо. російський відділ
- 2010 — Стомлені сонцем 2: Предстояння — Зінаїда
- 2011 — Зроблено в СРСР — Тетяна Фертман
- 2011 — Справа гастроному № 1 — Зоя Платонова
- 2011 — Моя шалена родина — Лідія Миколаївна, мама Віки
- 2011 — 20 років без любові — Ніна Петрівна Кричевська
- 2012 — Хто, якщо не я? — Ніна Беркутова
- 2012 — Камінний гість — Елеонора, прокурорка
- 2013 — Станиця — Марина Миколаївна Горобець
- 2013 — Ялинки 3 — Наташа
- 2014 — Манекенниця — мама Вадима
- 2014 — Натура, яка минає — Вероніка Олексіївна, дружина Звонарьова
- 2014 — До побачення, хлопчики! — Євдокія Матвіївна, мати Колі
- 2015 — Своя чужа — Олександра Анатоліївна Маринець, підполковниця поліції
- 2015 — Чоловік за викликом — Римма
- 2016 — Ялинки 5 — Наташа
- 2016 — Така робота — Яна Ковальова, журналістка
- 2017 — Срібний бір — Тетяна Михайлівна Архипова
- 2018 — Макмафія — Оксана Годман
- 2019 — Ні кроку назад! — Лідія Сергіївна Сухова («Воблий»), начальниця розвідшколи

### Дубляж
- 1965 — Доктор Живаго — Тоня Громеко (Джеральдін Чаплін)
- 2001 — Любов зла — Розмарі Шенехан (Гвінет Пелтроу)

### Кліпографія
2006 — Микола Трубач «Розлюбивша»

## Сім'я
- Перший чоловік — Артем Трегубенко, перекладач. Дочка — Ганна Артемівна Трегубенко (нар. 2 липня 1988), вчилася на продюсерському факультеті ВДІКу. Онук — В'ячеслав Трегубенко (нар. 21 листопада 2014 року).
- Другий чоловік — Олексій Касаткін, бізнесмен.
  - Син — Макар Олексійович Касаткін (нар. 20 листопада 1997), наприкінці 2024 року пішов на фронт воювати проти України[9].
  - Онук — Марк Макарович Касаткін (нар. 20 квітня 2018).
- Третій чоловік — Борис Вишняков[10], юрист і бізнесмен. Сини-близнюки — Фома Борисович Вишняков і Фока Борисович Вишняков (нар. 31 липня 2005).

## Санкції
Марія Шукшина публічно закликала до агресивної війни, виправдовувала та визнавала збройну агресію РФ проти України, тимчасову окупацію території України.
19 жовтня 2022 року додана до санкційного списку України.
19 липня 2023 року додана до санкційного списку Канади.